# Samuel Wesley
Samuel Wesley (24 de fevereiro de 1766 – 11 de outubro de 1837) foi um organista e compositor inglês do período georgiano. Wesley foi contemporâneo de Mozart (1756–1791) e foi chamado "o Mozart inglês."

## Biografia
Nasceu em Bristol, Inglaterra e era filho do metodista e escritor de hinos Charles Wesley, neto do poeta Samuel Wesley (poeta do período Stuart tardio) e sobrinho de John Wesley, o fundador da Igreja Metodista.
Samuel informou a sua mãe sobre a sua crença filosófica de que o seu casamento fora constituído por relacionamento sexual, antecedendo qualquer cerimónia civil ou religiosa, mas após um para a época escandaloso intervalo casou com Charlotte Louise Martin em 1793, e o casal teve três filhos. Um livro de 2001 relata a forma fascinante de como o casamento de Samuel Wesley com Charlotte se desfez quando ela descobriu o envolvimento de Samuel com a adolescente e criada doméstica Sarah Suter. Samuel e Sarah nunca casaram mas tiveram 7 filhos, entre eles Samuel Sebastian Wesley (1810-1876) que foi organista da catedral e compositor do período vitoriano.

## Carreira
Samuel mostrou o seu talento musical quando era ainda muito jovem. Tocava violino e órgão, e foi maestro e professor de música. Muitas das suas mais conhecidas composições foram escritas para a igreja; entre estas inclui-se o motete In exitu Israel.
Em 1788 Wesley foi iniciado na maçonaria, na Loja da Antiguidade. O Duque de Sussex nomeou-o Grande Organista em 1812, mas ele renunciou ao cargo em 1818.
Samuel morreu em 1837 e está sepultado na Saint Marylebone Old Parish Church, Londres.